# Simona Quadarella
Simona Quadarella (* 18. Dezember 1998 in Rom) ist eine italienische Schwimmerin, die über die längeren Freistilstrecken erfolgreich ist. Über 800 m Freistil und 1500 m Freistil stellte sie nationale Rekorde auf und wurde zwischen 2018 und 2022 jeweils dreimal Europameisterin über diese Strecken. Zudem wurde sie 2019 und 2024 Weltmeisterin über die längste Beckendistanz. 2024 gewann Quadarella auch die goldene Medaille bei den Doha Weltmeisterschaften. 

## Karriere
Ihre erste bedeutende internationale Medaille gewann Quadarella bei den Olympischen Jugend-Sommerspielen 2014 mit dem Sieg über die 800 m Freistil. Über die halbe Distanz erreichte sie im Finale Platz sieben.
Bei den Schwimmeuropameisterschaften 2016 erreichte sie erstmals die Finalläufe großer Meisterschaften und belegte sowohl über 800 m als auch über 1500 m Freistil Platz fünf. Ihre erste Medaille bei Europa- oder Weltmeisterschaften erreichte sie im Jahr darauf mit Platz drei bei den Langbahnweltmeisterschaften über 1500 m Freistil. Auch bei den im Dezember ausgetragenen Kurzbahneuropameisterschaften erreichte sie den Bronzerang, diesmal über 800 m Freistil.
Ihren endgültigen Durchbruch in die Weltspitze erreichte sie während der Schwimmeuropameisterschaften 2018. Sie wurde sowohl über 400 m, 800 m als auch 1500 m Freistil Europameisterin und musste sich bei den Kurzbahnweltmeisterschaften 2018 nur der Chinesin Wang Jianjiahe geschlagen geben.
Bei den Schwimmweltmeisterschaften 2019 in Gwangju gewann sie in Abwesenheit von Titelverteidigerin Katie Ledecky die 1500 m Freistil und wurde somit erstmals Langbahn-Weltmeisterin. Mit ihrer Siegerzeit von 15:40,89 Minuten stellte sie zudem einen neuen italienischen Rekord über diese Strecke auf. Im Finale über 800 m Freistil wurde Quadarella Zweite hinter Ledecky und unterbot auch über diese Distanz in 8:14,99 Minuten den bisherigen Landesrekord. Im Dezember 2020 wurde sie auf der Kurzbahn Doppeleuropameisterin über 400 und 800 m Freistil.
Bei den ins Jahr 2021 verschobenen Schwimmeuropameisterschaften 2020 verteidigte Quadarella ihre drei Titel aus 2018 über die längsten Freistilstrecken im Becken. Anschließend nahm sie erstmals an Olympischen Spielen, den Sommerspielen in Tokio, mit Starts über 800 und 1500 m Freistil teil. Über 800 m Freistil gewann sie 8:18,35 min die Bronzemedaille, über 1500 m erreichte sie Platz fünf.
Ihren Weltmeistertitel über 1500 m Freistil aus dem Jahr 2019 verlor Quadarella bei den Schwimmweltmeisterschaften 2022 wieder an Ledecky, im Finale schlug sie als fünfte an. Über 800 m Freistil gewann sie in 8:19,00 min Bronze. Kurz darauf holte sich Quadarella bei der Europameisterschaft die jeweils dritten Titel in Folge über 800 m und 1500 m Freistil – auf 400 m Freistil war Isabel Gose schneller, Quadarella belegte den zweiten Platz.

## Auszeichnungen
2018 gewann Quadarella bei der Verleihung der Gazzetta Sports Awards in der Kategorie Offenbarung des Jahres („Rivelazione dell’anno“).